# Lorenzo Kom’boa Ervin

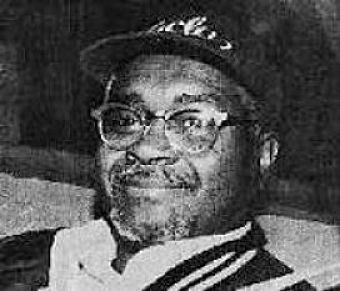
Lorenzo Kom’boa Ervin, 2006

Lorenzo Kom’boa Ervin (* 1947 in Chattanooga (Tennessee)) ist ein afroamerikanischer Schriftsteller, Aktivist und Black Anarchist. Er ist ehemaliges Mitglied der Black Panther Party. Er wohnt seit Dezember 2006 in Nashville, Tennessee.

## Leben
Mit 12 Jahren trat Ervin der National Association for the Advancement of Colored People, nach seinem Pflichtdienst in Vietnam dem Student Nonviolent Coordinating Committee und den Black Panthers bei und beteiligte sich bei Aktionen und Demonstrationen. Wegen Verdachts des versuchten Mords an einem Anführer des Ku-Klux-Klan wurde er vom FBI in den USA gesucht und entschloss sich Anfang 1969, der Verhaftung durch eine Flugzeugentführung nach Kuba zu entgehen. Dort war er mit der autoritären politischen Struktur und dem Rassismus unglücklich und reiste in die Tschechoslowakei. Auch dort widerstrebte ihm das Regime und er entkam knapp einer Verhaftung durch den US-amerikanischen Geheimdienst. Nach kurzem Aufenthalt in der DDR wurde er dort mutmaßlich von westdeutschen und US-amerikanischen Agenten festgesetzt und nach seiner Verschleppung in den Westen an die Vereinigten Staaten ausgeliefert. Hier erwartete ihn ein Gerichtsverfahren, das mit lebenslanger Freiheitsstrafe endete. Auf Grund einer internationalen Solidaritätskampagne wurde Ervin nach 14 Jahren Haft entlassen. Da sich insbesondere das Anarchist Black Cross für ihn engagiert hatte und er schon früher Schwierigkeiten mit der autoritären Führung der Black Panther hatte, bezeichnete er sich als einer der ersten Anarchists of Color.

## Denken
Lorenzo Kom’boa Ervin plädiert für eine eigenständige anarchistische Organisierung der Anarchists of Color, worunter alle Nichtweißen wie Indigene, afrika- und asienstämmige Personen verstanden werden. Er kritisiert die Dominanz der weißen Mittelstandskids in der anarchistischen Bewegung der USA und findet dort die in der Gesamtgesellschaft übliche White Supremacy im Sinne weißer Vorherrschaft vor. Er meint, dass sich die von Rassismus in den USA Betroffenen sich selbst zu organisieren und ihre Kämpfe selbst zu führen haben. Dabei unterstützt er weiterhin die Idee der Verbündung mit antirassistischen und anderen Gruppen, schreibt Artikel in den regulären anarchistischen Magazinen und unterstützt keine segregativen Bemühungen.

## Werke
Lorenzo Kom’boa Ervin wurde 1979 durch seine Broschüre Anarchism and the Black Revolution bekannt.